# San Rafael, Zirándaro
San Rafael är en ort i Mexiko.   Den ligger i kommunen Zirándaro och delstaten Guerrero, i den södra delen av landet, 250 km sydväst om huvudstaden Mexico City. San Rafael ligger 877 meter över havet och antalet invånare är 465.
Terrängen runt San Rafael är kuperad åt nordost, men åt sydväst är den bergig. Runt San Rafael är det glesbefolkat, med 8 invånare per kvadratkilometer. San Rafael är det största samhället i trakten. I omgivningarna runt San Rafael växer huvudsakligen savannskog.